# Domesday Book

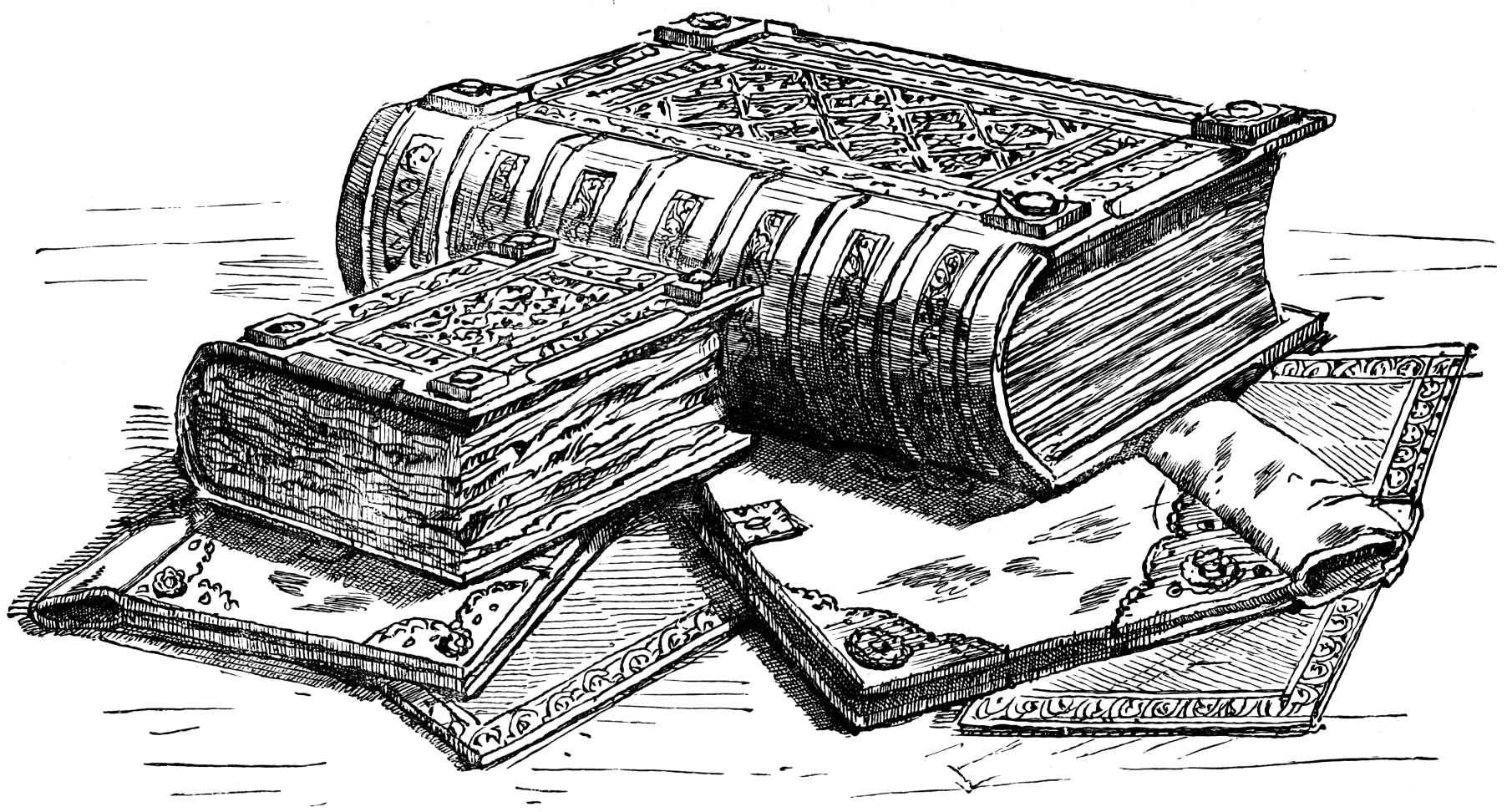
Desenho intitulado 'Domesday Book' do Historic Byways and Highways of Old England de Andrew Williams.

Domesday Book (também conhecido simplesmente como Domesday ou Book of Winchester) foi o registo de um grande levantamento da Inglaterra finalizado em 1086, e executado por Guilherme I de Inglaterra. O levantamento era similar a um censo realizado pelos governos de hoje em dia. Guilherme precisava de informações sobre o país que acabara de conquistar, de modo a poder administrá-lo. Enquanto passava o Natal de 1085 em Gloucester, Guilherme "manteve profundas conversações com seus conselheiros e enviou homens por toda a Inglaterra, para cada comarca […] para descobrir […] o que ou quanto cada proprietário possuía de terra e gado, e quanto isto valia." (Crônica Anglo-Saxã)
Um dos principais objetivos do levantamento era descobrir quem era dono do quê, de modo que pudesse ser estabelecida uma taxação, e o julgamento dos fiscais era final — o que quer que o livro dissesse sobre a quem pertencia uma propriedade, ou quanto ela valia, era lei e não havia apelação. O livro foi escrito em latim, embora houvesse algumas palavras em vernáculo inseridas para termos nativos que não possuíam equivalentes latinos, e o texto era altamente abreviado. O nome Domesday vem da palavra em inglês antigo dom, significando contabilidade ou avaliação. Assim, domesday ou doomsday, é literalmente um dia de avaliação, significando que um senhor contabiliza aquilo que seus súditos possuem. Os cristãos medievais acreditavam que no Juízo Final, conforme regist(r)ado no Livro do Apocalipse, Cristo realizaria uma avaliação similar dos feitos de cada pessoa — daí o termo doomsday ("juízo final") também utilizado para este evento escatológico.
Em agosto de 2006, uma versão online completa do Domesday Book foi disponibilizada pela primeira vez pelo The National Archives britânico.